# TERENA

Logo de TERENA

TERENA (Trans-European Research and Education Networking Association) est une association non commerciale de réseaux nationaux de la recherche. Elle a été fondée en octobre 1994 par la fusion de RARE et de EARN et a son siège à Amsterdam.
Les objectifs de TERENA sont de promouvoir et de développer des infrastructures réseau internationales de qualité pour soutenir la recherche et l'enseignement. Ceci est accompli de plusieurs manières :
- en analysant, évaluant et déployant des technologies réseau innovantes ;
- en soutenant de nouveaux services réseau quand c'est utile ;
- à travers le transfert de connaissances sous la forme de conférences, de séminaires et de sessions de formations ;
- en conseillant les gouvernements et autres organismes au sujet de problèmes liés aux réseaux informatiques ;
- en restant en contact avec les gestionnaires de réseaux dans d'autres parties du monde.

Les membres complets de TERENA sont les Réseaux nationaux de la recherche (NREN) et les organisations publiques internationales. D'autres organisations commerciales ou non peuvent se joindre à titre de membres associé.
TERENA organise une réunion annuelle pour les gestionnaires de réseaux d'éducation, le TERENA Networking Conference.
Il existe d'autres organisations similaires dans le monde, dont Internet2, APAN (Asia-Pacific Advanced Network) et CLARA (Cooperación Latino Americana de Redes Avanzandas). En outre, DANTE est responsable du réseau pan-européen pour la recherche et l'enseignement.
En octobre 2014, DANTE et TERENA fusionnent pour former l'association GÉANT.